# Macadâmia

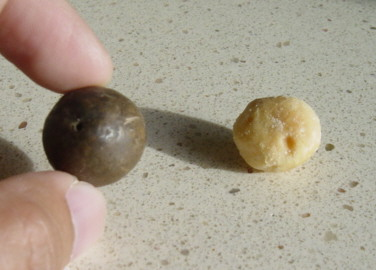
Fruto e noz-macadâmia descascada.

Macadâmia, noz-macadâmia ou, ainda, noz-de-Queensland, são designações dada à noz conhecida pelo nome comercial de macadâmia, a semente comestível de duas espécies de árvores do género Macadamia da família das Proteaceae.

## Origem
A macadâmia é um fruto doce extraído de uma árvore originária da Austrália, pertencente a uma das espécies do género Macadamia são exploradas comercialmente: a Macadamia integrifolia, originária de Queensland, onde cresce em florestas muito úmidas, e a Macadamia tetraphylla, originária da Nova Gales do Sul.
O nome da planta foi dado pelo botânico Ferdinand von Mueller, o seu descobridor, em honra a um colega seu, o naturalista e político australiano de origem escocesa John Macadam.

## Produção
Segundo um estudo publicado em 2019 na revista Frontiers in Plant Science, cerca de 70% das nozes de macadâmia comerciais do mundo provêm de uma única árvore, situada em Gympie, na Austrália.
De acordo com o estudo, essa árvore em particular — ou, possivelmente, um pequeno número delas — é a progenitora ancestral das plantações comerciais do Havai, que serão seus clones genéticos.
A história do cultivo da macadâmia remonta ao século XIX, quando exploradores transportaram espécimes desta noz, nativa das florestas subtropicais australianas, para o Havai, onde encontraram condições favoráveis para o seu desenvolvimento.
O género taxonómico da macadâmia tem quatro espécies diferentes, mas a maioria das nozes comestíveis é da espécie Macadamia integrifolia.
No início do século XX, o Havai tornou-se o maior produtor comercial de nozes de macadâmia. Nos últimos 50 anos, a indústria expandiu-se rapidamente, com a Austrália, África do Sul, Quénia e Estados Unidos a tornarem-se também produtores significativos deste apreciado petisco.
Os produtores modernos propagaram as suas plantações a partir de árvores havaianas que, por sua vez, foram clonadas a partir das árvores de Gympie..
Esta uniformidade genética, embora benéfica para a produção consistente, coloca a cultura em risco, por aumentar a probabilidade de ocorrência de doenças e agravar o impacto de alterações climáticas.
No entanto, as árvores selvagens de macadâmia da Austrália apresentam uma grande diversidade genética, que lhes oferece uma defesa natural mais eficaz contra estas pressões ambientais.

## Utilização e valor nutricional
A macadâmia tem uma composição muito rica em ácidos gordos, com predominância para os ácidos gordos insaturados:
- Ácidos gordos saturados:
  - Ácido palmítico C16:0 9 a 10 %.
  - Ácido esteárico C18:0 3,5 a 6 %.
  - Ácido araquídico C20:0 2,4 a 3,7 %.
- Ácidos gordos insaturados:
  - Ácido palmitoleico C16:1 18 a 28 %.
  - Ácido oleico C18:1 50 a 56 %.
  - Ácido linoleico C18:2 2,8 a 3,4 %. (família dos ómega 6)

A noz de macadâmia madura apresenta gosto agradável, com uma acidez que não ultrapassa os 2 %.